# Torneo di Newport News
Il Torneo di Newport News è stato un torneo femminile di tennis che si disputava a Newport News negli USA su campi in sintetico indoor.

## Albo d'oro

### Singolare
| Anno | Campionessa   | Finalista   | Punteggio     |
| ---- | ------------- | ----------- | ------------- |
| 1982 | Helena Suková | Pat Medrado | 6-2, 6-7, 6-0 |

### Doppio
| Anno | Campionesse                      | Finalista                    | Punteggio |
| ---- | -------------------------------- | ---------------------------- | --------- |
| 1982 | Marcella Mesker Carol Lynn Baily | Lucia Romanov Corinne Vanier | 6-2, 6-1  |